# Europese weg 29
De Europese weg 29 of E29 is een Europese weg die loopt van Keulen naar Sarreguemines. De E29 ligt in Duitsland, Luxemburg en Frankrijk is in totaal 336 km lang.

## Plaatsen langs de E29
Duitsland
- Keulen
- Weilerswist
- Euskirchen
- Prüm
- Bitburg

Luxemburg
- Echternach
- Luxemburg

Duitsland
- Saarlouis
- Saarbrücken

Frankrijk
- Sarreguemines